# گمینا یاستروویه
گمینا یاستروویه (به لهستانی:  Gmina Jastrowie) یک گمینا در لهستان است که در شهرستان زوتوف واقع شده‌است. گمینا یاستروویه ۳۵۳٫۴ کیلومتر مربع مساحت و ۱۱٬۴۰۱ نفر جمعیت دارد.